# The Romantics (film)
The Romantics är en romantisk komedi från 2010. Filmen är baserad på en roman med samma namn av Galt Niederhoffer, som även skrev manus och regisserade filmen. 

## Handling
En grupp av sju collegevänner återförenas efter sex år för ett bröllop. Saker går snett när brutdtärnan Laura (Katie Holmes) och bruden Lila (Anna Paquin) hamnar i ett gräl över Lauras tidigare förhållande med brudgummen Tom (Josh Duhamel). 

## Rollista
| Katie Holmes      | – Laura Rosen   |
| Josh Duhamel      | – Tom McDevon   |
| Anna Paquin       | – Lila Hayes    |
| Malin Åkerman     | – Tripler       |
| Adam Brody        | – Jake          |
| Dianna Agron      | – Minnow Hayes  |
| Jeremy Strong     | – Pete          |
| Rebecca Lawrence  | – Weesie        |
| Candice Bergen    | – Augusta Hayes |
| Elijah Wood       | – Chip Hayes    |
| James K. Schaffer | – William Hayes |